# Diaľnica D2
Die Diaľnica D2 ist die zweitlängste Autobahn der Slowakei und befindet sich im äußersten Westen des Landes. Sie ist Teil der Europastraßen E 65, E 75 sowie in voller Länge Teil des IV. Paneuropäischen Verkehrskorridors (Berlin/Nürnberg – Prag – Bratislava – Budapest – Constanța/Thessaloniki/Istanbul). Ihre Länge beträgt 80 km.
Der Großteil der Autobahn unterliegt der slowakischen Vignettenpflicht für Kraftfahrzeuge bis 3,5 t sowie elektronischer Mautpflicht für Kraftfahrzeuge über 3,5 t. Ausgenommen von der Vignettenpflicht ist die Teilstrecke zwischen dem Autobahnknoten Stupava (50) und dem Autobahnknoten Bratislava-Jarovce (71).

## Geschichte

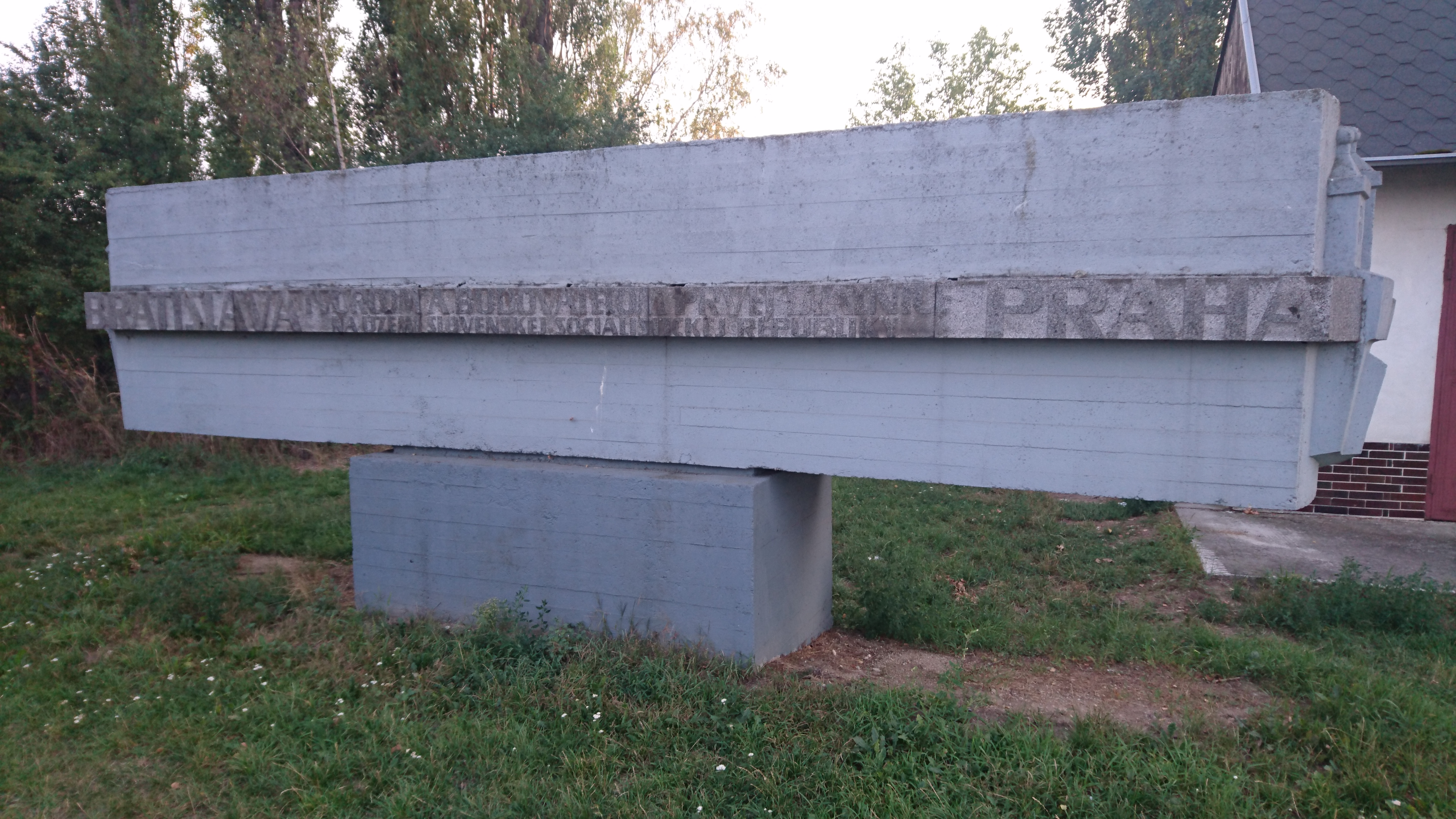
Denkmal am Rastplatz Stupava an die Planer und Bauer der ersten slowakischen Autobahn

Die ersten Pläne zum Bau der Autobahn D2 erschienen in den 1960er Jahren. 1963 beschloss die Regierung der Tschechoslowakei den Bau eines 117 km langen Autobahnteilstücks zwischen Brno und Bratislava, wovon 58,4 km in der heutigen Slowakei liegen. Die Bauarbeiten begannen im April 1969, der erste 29,3 km lange Abschnitt zwischen Bratislava und Malacky wurde am 7. November 1973 eröffnet, der zugleich zum ersten Autobahnstück der heutigen Slowakei wurde. 1974 begannen die Arbeiten auf der tschechischen Seite in Brünn; 1978 folgte eine Verlängerung nach Kúty (24,2 km). Bis 1979 war die Autobahn auf slowakischem Territorium fertig, nach Abschluss der Arbeiten auf tschechischer Seite war die ganze Strecke ab 8. November 1980 durchgehend befahrbar und stellte den Anschluss an die tschechische D1 nach Prag her. Somit wurden die zwei Hauptstädte der ČSSR per Autobahn miteinander verbunden. Die Baukosten auf slowakischer Seite beliefen sich auf ungefähr 1,4 Milliarden Kčs.
Zwischen 1985 und 1991 wurde die Lafranconi-Brücke über die Donau errichtet. 1987 wurde zum Plan das Teilstück zur ungarischen Grenze hinzugefügt. In der nun unabhängigen Slowakei begann der weitere Bau 1996 und im Februar 1998 wurde das Teilstück zur ungarischen Grenze eröffnet, teilweise nur mit zwei Spuren. Seit 2002 ist dieser Abschnitt vollständig vierspurig. Mit der Inbetriebnahme des letzten Abschnitts von 3 km Länge mit dem 1440 m langen Sitina-Tunnel in Bratislava am 24. Juni 2007 ist die Autobahn D2 vollendet.
Bei Moravský Svätý Ján (km 13,7) wurde zwischen April 2015 und Februar 2016 eine Grünbrücke (Länge 80 m) gebaut, die für den Alpen-Karpaten-Korridor notwendig ist. Nach den Grünbrücken bei Lučivná und nördlich von Hôrka (beide auf der D1) wurde sie zur dritten Grünbrücke der Slowakei.

## Zukunft
Der Betreiber NDS a. s. plant vollständige Verbreitung des Abschnitts von der tschechischen Grenze bis zur Anschlussstelle Bratislava-Polianky auf eine sechsspurige Autobahn, teilweise mit Kollektorfahrbahnen, insgesamt in einer Länge von 58,2 km. Mit Ausführung ist in den 2020er Jahren zu rechnen.

## Abschnitte
| Abschnitt                                                   | Länge     | Baubeginn        | Inbetriebnahme                                                                   |
| ----------------------------------------------------------- | --------- | ---------------- | -------------------------------------------------------------------------------- |
| Tschechische Grenze (bei Brodské) – Kúty                    | 4,489 km  | Mai 1976         | August 1978 (1. Fahrbahn) Juli 1979 (2. Fahrbahn)                                |
| Kúty – Malacky                                              | 24,175 km | Mai 1973         | 1. August 1978                                                                   |
| Malacky – Bratislava-Lamač                                  | 29,336 km | 22. April 1969   | 7. November 1973                                                                 |
| Bratislava (Lamač – Staré grunty)                           | 3,661 km  | 27. Oktober 2003 | 24. Juni 2007                                                                    |
| Bratislava (Staré grunty – Viedenská cesta)                 | 3,500 km  | April 1985       | Oktober 1990 (1. Fahrbahn) Dezember 1991 (2. Fahrbahn)                           |
| Bratislava (Viedenská cesta – ungarische Grenze bei Čunovo) | 14,890 km | April 1996       | Februar 1998 (teilweise 1. Fahrbahn) 13. Dezember 2002 (vollständig 2. Fahrbahn) |

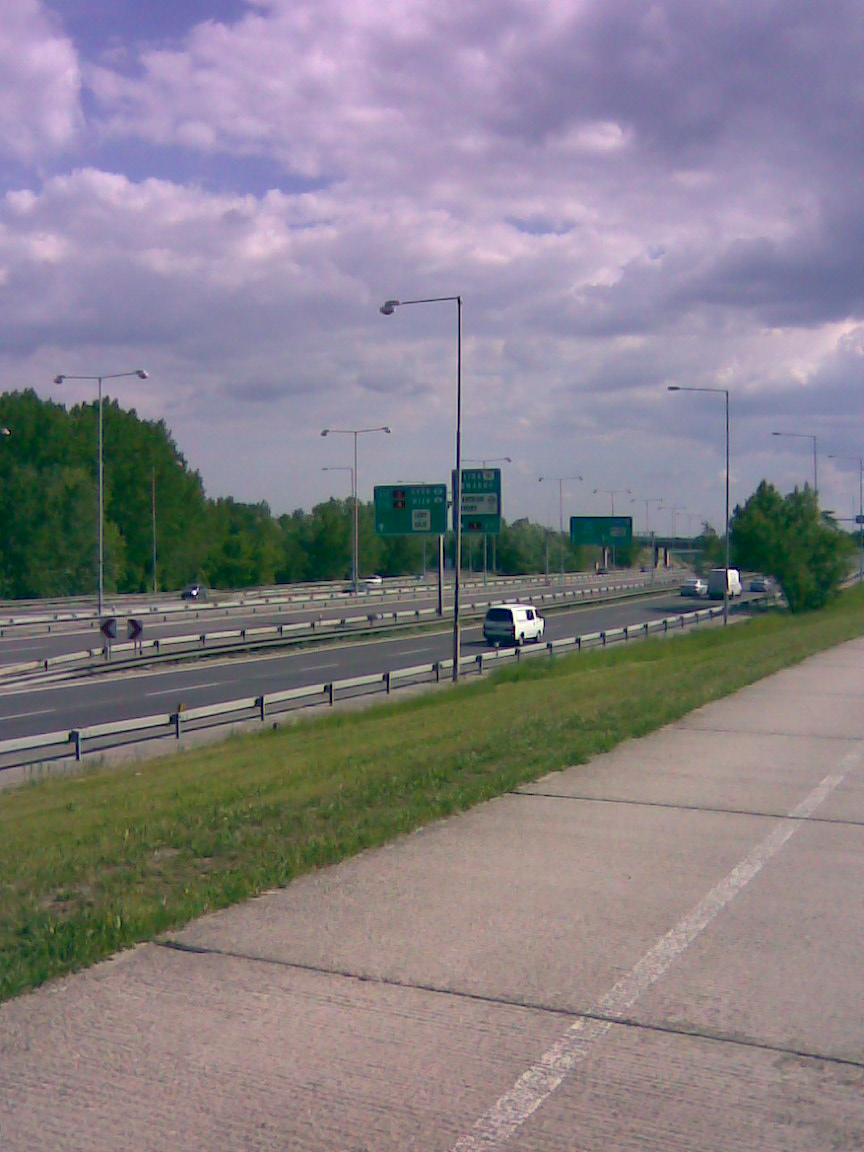
Autobahndreieck Pečňa bei Petržalka. Hier zweigt die Autobahn D1 ab (Richtung Ungarn)
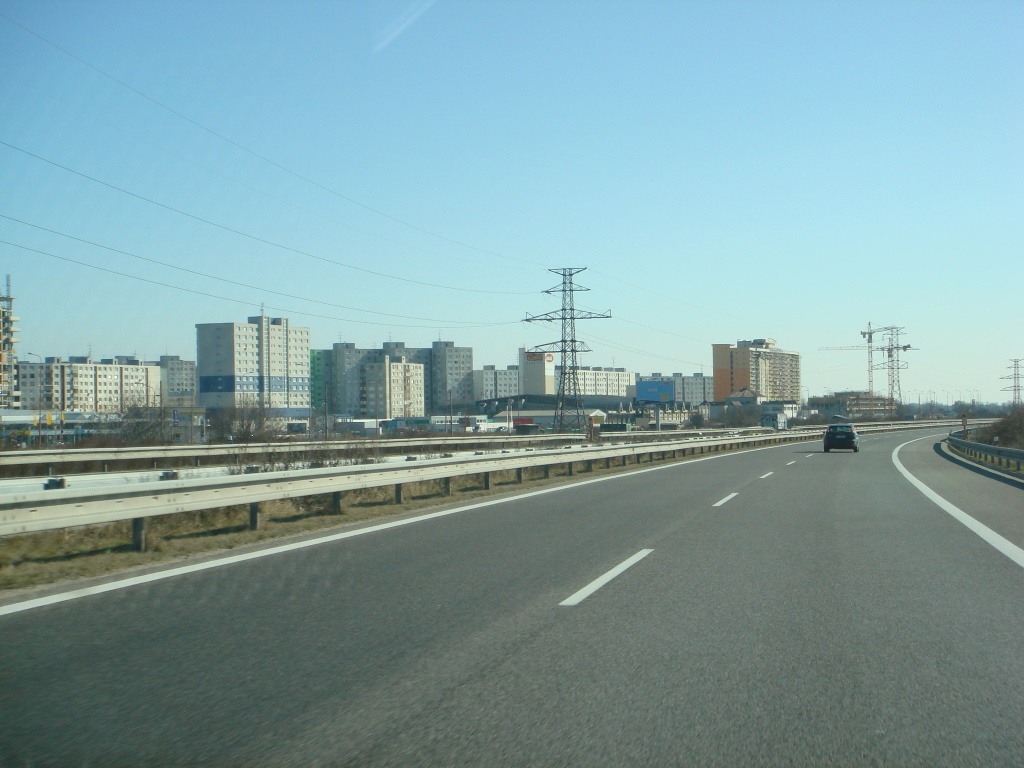
Autobahn zur österreichischen und ungarischen Grenze, links Petržalka
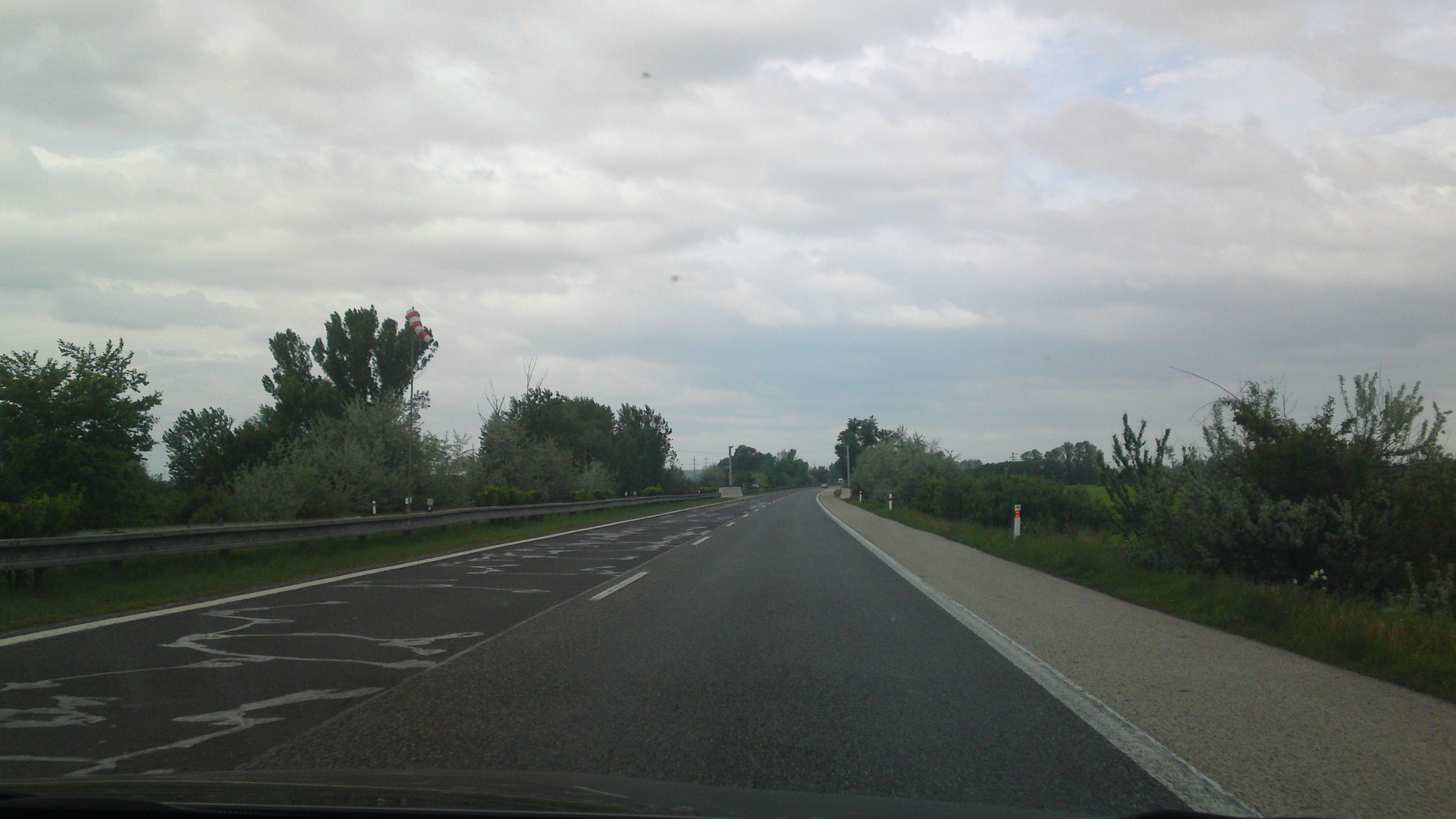
Kurz hinter Bratislava, Richtung Tschechien
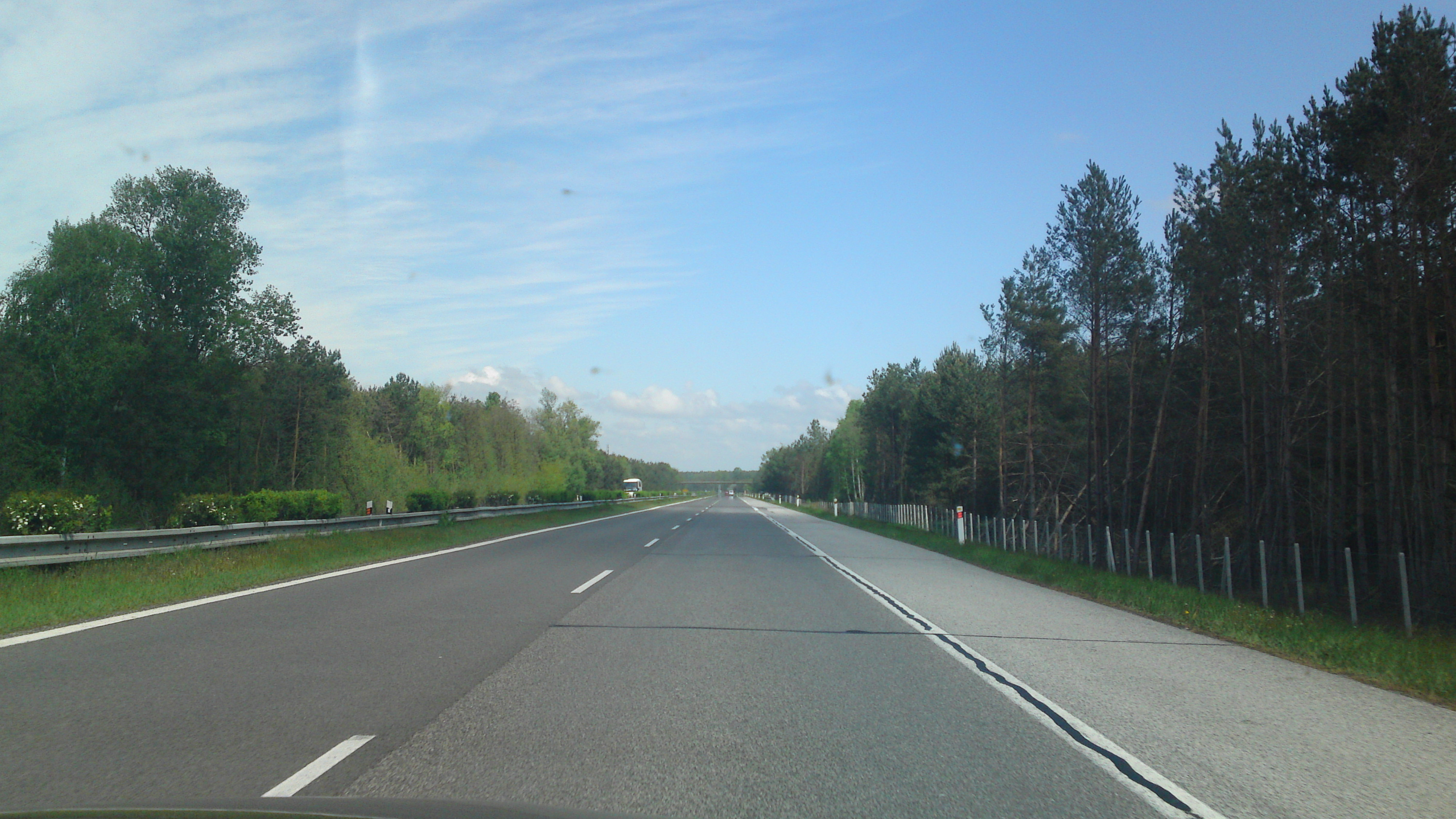
Die Autobahn hinter Anschlussstelle Malacky, Richtung Tschechien